# Alejandro Acosta

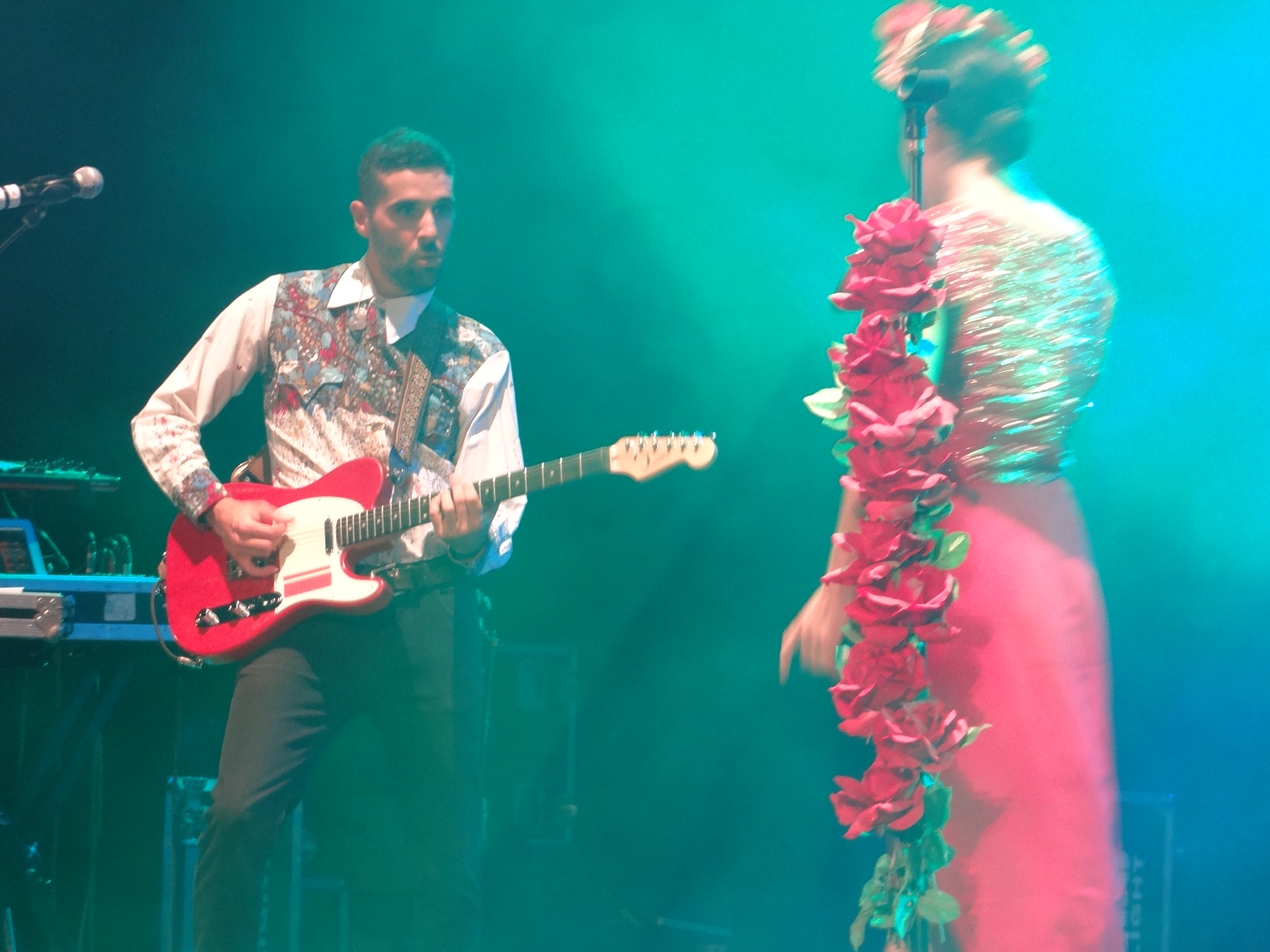
Actuación de Fuel Fandango en La Mar de Músicas

Alejandro Acosta Morales (nacido en Lanzarote, Canarias, 1980) es un productor y músico español, miembro fundador de Mojo Project y del proyecto Fuel Fandango, junto con Cristina Manjón, Nita. Ha trabajado como productor para artistas como Enrique Morente, Buika, Muchachito, Juancho Marqués, Chambao, Rayden y compuesto bandas sonoras para series como Arde Madrid y Toy Boy. 
Actualmente desarrolla su carrera en solitario y ya ha publicado su primer disco EL PORVENIR (Warner Music. 2024).   

## Biografía
Nacido en la isla de Lanzarote (Canarias) en 1980. A finales de los noventa se trasladó a Madrid (España), donde comenzó a desarrollar su trabajo como productor y remezclador, combinándolo con sesiones como Dj y conciertos en directo.
A finales del 2000 fundó Mojo Project, un grupo que combinaba la electrónica con funk, jazz, soul, flamenco, latin, ritmos brasileños y africano. La banda tenía un potente directo: una sección rítmica formada por bajo, batería, guitarra, voz y un DJ que cubre los temas con programaciones, sintetizadores, scratches y efectos. El grupo recibió varias distinciones, entre ellas el de Grupo Revelación Español otorgado por el diario El País en 2004.[cita requerida]
Además de producir los discos de Mojo Project, produjo el primer disco de El Quinto Parpadeo "Despierta", por el cual el propio Rubén Blades comentó el gran trabajo de producción.[cita requerida]
En 2007 participó como coproductor en el último disco de Chambao "Con otro aire". Su trabajo en el disco obtuvo una nominación para los Grammy Latinos 2008 como Productor del Año, así como dos nominaciones a los Premios de la Música como "mejor técnico de sonido" y "mejor producción artística". Durante realizó las funciones de Dj en directo en la gira de Chambao "Con otro Aire World Tour 08".
En los últimos 15 años además ha realizado sesiones de Dj por toda España y varias ciudades europeas así como remixes para muchos artistas y colaborando también en programas musicales como Hoy Empieza Todo de Radio 3 y Un Lugar Llamado mundo de Europa FM.
En su faceta de remezclador ha trabajado para artistas como José Mercé, Buika, Chambao, Delinqüentes, Ska Cubano, ElBicho, Ojos de Brujo, The Pinkertones, Muchachito Bombo Infierno y Amparanoia. En 2008 ha mezclado y producido el nuevo disco del gran maestro del flamenco Enrique Morente titulado "Pablo de Málaga", disco homenaje a Pablo Picasso.
En 2012 abre Famara Studios, su propio estudio de grabación donde empieza a realizar trabajos como supervisor musical de eventos, música para campañas publicitarias, bandas sonoras y asesor musical y compositor para varios formatos como el canal Esport Vodafone, la serie de podcast X-Rey, la agencia de publicidad PS21 y la agencia de Samsung -Cheil- entre otros.
En 2018 creó la BSO de series como Arde Madrid (Movistar Plus) que fue galardonada en numerosos festivales y Toy Boy (Netflix).
En la actualidad combina su carrera como productor con su proyecto artístico Fuel Fandango, junto a la cantante cordobesa Cristina Manjón, Nita, con el que ha editado cuatro discos y ha paseado su mezcla de electrónica y flamenco por más de 35 países en los 5 continentes con gran éxito de público y crítica. Su último disco Origen, entró directamente a N1 de ventas en España.
Algunos de sus logros durante su carrera son:
- Nominación en los Grammy Latinos como “Productor del año 2008”
- Nominación a los premios Goya 2016 como “Mejor canción” por Kiki Feat Nita
- Dos nominaciones a los Premios de la Música 2008 como “Mejor productor” y “Mejor ingeniero de sonido”
- N.º 1 de ventas por “Origen” 2020 de Fuel Fandango (composición y producción).[3]
- N.º 2 de ventas en España por “Aurora” 2016 de Fuel Fandango (Composición y producción) [cita requerida].
- N.º 1 de ventas en España por “Antónimo” 2018 de Rayden (Composición y producción) [cita requerida].

## Producciones
- Mojo Project – Taste the Mojo (Lovemonk records) (2004)
- Buika – Buika. (Dro East West). (2005)
- Mojo Project – Remojo Remixed (Lovemonk records) (2005)
- Mojo Project – Revolution (Caimán records) (2006)
- El Quinto Parpadeo – Despierta (Dro East West) (2006)
- Chambao – Con otro Aire (Sony Bmg Spain) (2007)
- La Pulquería – Mientras ( Sony BMG Spain) (2007)
- Sullivan (EMI Publishing) (2007)
- Quinto Parpadeo - Si vienes del Sur (2008)
- Jaula de Grillos - Quiero más (2008)
- Enrique Morente - Pablo de Málaga (2008)
- Ale Acosta & Bony Stuche - El duelo. (2008)

- Fuel Fandango - Fuel Fandango Álbum. Warner Music Spain (2011)
- Fuel Fandango - Remixed Álbum. Warner Music Spain (2012)
- Fuel Fandango - Trece Lunas Álbum. Warner Music Spain (2013)
- Fuel Fandango - Aurora. Álbum. Warner Music Spain (2016)
- Rayden - Antónimo - Álbum. Warner Music Spain (2017)
- Muchachito - El Jiro. Álbum (2018)
- B.S.O. Arde Madrid - Serie Paco León para  Movistar +  (2018)
- B.S.O. Toy Boy - Serie AtresMedia (2019)
- Fuel Fandango - Origen. Álbum. Warner Music Spain (2020)
- The Fuel Mixtape by Ale Acosta. Warner Music Spain (2020)
- Fuel Fandango & Juancho Marqués - Nuevo Mundo. Warner Music Spain (2020)

## Remixes
- El Bicho – Locura. (DRO EAST WEST). (2004)
- Mojo Project – La Tristeza.(Lovemonk). (2005)
- Los Delinquentes - Los bichos. (2006)
- José Merce - Mammy blue. (2006)
- Ska Cubano – Changó. (2006)
- Ska Cubano - Malanga Ska. (2006)
- Zoo - Donde estáis (2006)
- The Pinkertones - Welcome to TMCR Acosta bruto dub. (2007)
- The Pinkertones - Welcome to TMCR . Acosta point of view. (2007)
- Muchachito Bombo Infierno – Será Mejor. (2007)
- Amparanoia – Agua. (2007)
- Mojo Project - Goodbye song. (2007)
- Mojo Project - Ritmo Kandela. (2007)
- J. Vera: Realtime. (2008)
- Oscartienealas: Electroperras. (2008)
- Chambao: Papeles Mojados Ale Acosta rmx. (2008)